# Nowe Marzy
Nowe Marzy (r-z wymawia się oddzielnie) – wieś w Polsce położona w województwie kujawsko-pomorskim, w powiecie świeckim, w gminie Dragacz. W latach 1975–1998 miejscowość administracyjnie należała do województwa bydgoskiego. Według Narodowego Spisu Powszechnego (III 2011 r.) liczyła 129 mieszkańców. Jest najmniejszą miejscowością gminy Dragacz.

## Krótki opis
Miejscowość leży przy trasie Gdańsk-Świecie, w odległości (drogowej) 13,5 km od Świecia i 13 km od Grudziądza. W okolicy wsi znajduje się węzeł autostrady A1 z drogą krajową nr 91 i drogą ekspresową S5. W miejscowości znajduje się zajazd z restauracją oraz stadnina koni.

## Mennonici
Około 1640 roku w miejscowości osiedlili się mennonici. Mieli oni za zadanie zagospodarować obszary w dolinie Wisły, która dotąd często była zalewana przez rzekę. Osiedlali się oni na tych ziemiach na prawie holenderskim. Oznacza to, że mogli oni czerpać zyski z tytułu dzierżawy, ale bez prawa do własności ziemi i bez możliwości nabycia jej przez zasiedzenie.